# Afrikaner Bond
L'Afrikaner Bond (signifie en afrikaans « union afrikaner ») était un parti politique nationaliste et anti-impérialiste représentant la communauté afrikaner de la colonie du Cap en Afrique du Sud. 
La première Afrikaner Bond fut fondé en 1879 par Stephanus Jacobus du Toit. En 1883, il fusionna avec la société de défense des fermiers sud-africains (Zuidafrikaansche Boeren Beschermings Vereeniging) de Jan Hofmeyr formant la seconde Afrikaner Bond. 
Principal parti politique du Cap, son objectif était d'unir le peuple Afrikaner des rives du Cap au fleuve Limpopo au nord du Transvaal. S'il devint rapidement le parti majoritaire au parlement du Cap, il ne gouverna jamais directement la colonie préférant former des coalitions avec des hommes politiques anglophones afin de peser sur la politique de l'administration coloniale. Il fut dissous en 1911 avec Het Volk pour former le Parti sud-africain.

## Historique

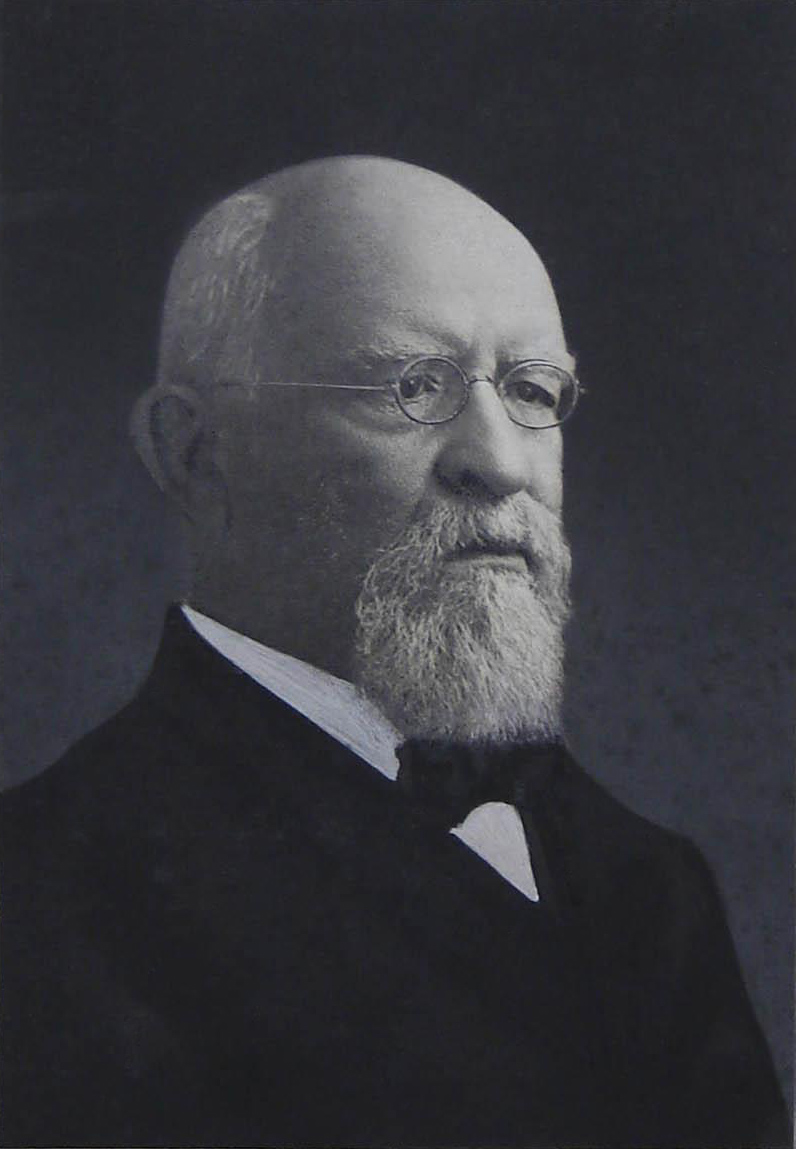
Jan Hendrik Hofmeyr (1845-1909), membre de la chambre de l'assemblée du parlement de la colonie du Cap pour la circonscription de Stellenbosch (1879-1909)

Depuis 1853, la colonie du Cap était dotée d'un gouvernement représentatif et depuis 1872, bénéficiait d'une large autonomie législative et d'un premier ministre responsable devant l'assemblée. Les électeurs se sentaient très concernés par le budget de l'État et par l'accroissement exponentiel des dépenses, d'année en année, pour financer des expéditions militaires. En peu de temps, la colonie était devenue très endettée. Les tensions politiques atteignent leur paroxysme quand John Gordon Sprigg forme un gouvernement où l'on ne trouve aucun politicien Afrikaner du Cap-occidental. En 1878, pour couvrir le coût des nouveaux chemins de fer et l'intervention coloniale dans la guerre entre deux factions Xhosa, le cabinet Sprigg impose une taxe sur les producteurs de cognac, provoquant une vive émotion dans le monde agricole. Le jour de promulgation de la loi, des représentants du monde viticole proposèrent à Jan Hofmeyr (Onze Jan), éditeur respecté du journal De Zuid-Afrikaan, de constituer un parti politique de défense des fermiers et d'aller les représenter au parlement. Répondant à cet appel, Hofmeyr fonde, en octobre 1878, la Zuid-Afrikaansche Boeren Beschermings Vereeniging (BBV ou société de protection des fermiers sud-africains). Lors des élections parlementaires de 1879, le BBV s'arroge presque la moitié des sièges de la chambre haute du parlement et un tiers des sièges à la chambre basse. Le succès du BBC est cependant circonscrit à la région occidentale de la colonie du Cap. Les divisions qui se font jour en son sein l'empêchent de prospérer au-delà. 
À la même époque des succès du BBV, l'historien Stephanus Jacobus du Toit, fondateur quelques années plus tôt de la Genootskap van regte Afrikaners (GRA - la Société des Vrais Afrikaners), propose de créer une véritable ligue afrikaner, destinée à représenter et unifier l'ensemble des Afrikaners d'Afrique du Sud, à leur faire comprendre également qu'ils constituent une communauté distincte des autres peuples de l'Afrique australe. Pour préciser ce message, la GRA avait lancé en 1876 son propre journal, Die Afrikaanse Patriot et produit une histoire nationaliste intitulé Die Geskiedenis van ons Terrain in die Taal van ons Volk (L'histoire de notre Nation dans la langue de notre peuple). Le Patriot jouait également sur le ressentiment commun des Afrikaners envers le libre-échange de biens et de l'argent, le pouvoir des banquiers et envers le capitalisme britannique.
Au début des années 1880, la petite ligue afrikaner de Du Toit (ou Afrikaner Bond) bénéficie de la montée de l'émotion nationaliste à la suite de l'annexion du Transvaal et de la première guerre des Boers (1880-1881). En 1881, Jan Hofmeyr adhère au Bond auquel se rallie le BBV. L'Afrikaner Bond devient alors le premier parti politique du Cap et commence à formaliser ses objectifs. En 1883, la fusion du Bond et du BBV est approuvée lors d'un congrès fondateur au cours duquel Hofmeyr devient le chef de la nouvelle Afrikaner Bond. 
Reposant sur un néo-calvinisme rigoureux inspiré des théories d'Abraham Kuyper, le projet global de l'Afrikaner Bond est d'établir une nationalité sud-africaine pour un pays souverain, dirigé par les Afrikaners. Le pays défendrait ses propres intérêts et non ceux de la métropole européenne, que ce soit dans les domaines politiques, économiques et commerciaux. Le Royaume-Uni demeurerait un partenaire privilégié. Ayant obtenu la reconnaissance du néerlandais comme langue officielle, l'obligation de bien savoir parler anglais pour être élu député est peu après supprimée pour un certain nombre de sièges ce qui permet l'élection d'Afrikaners de l'arrière-pays au parlement. Adoptant une ligne pragmatique, Hofmeyr défend un nationalisme sud-africain regroupant Afrikaners et Britanniques. S'ils pensent que les indigènes sont politiquement et socialement inférieurs aux Blancs, il défend cependant le droit de vote en faveur des élites noires. En 1883, le député de Barkly West et homme d'affaires, Cecil Rhodes, se rapproche de Hofmeyr et lui demande de réfléchir sur un projet d'État souverain nommé « États-Unis d'Afrique du Sud ». Rhodes est un impérialiste britannique et un homme politique avisé. Il sait que sa carrière politique peut évoluer plus ou moins favorablement en fonction de ses rapports avec les Afrikaners du Cap. C'est pourquoi il a fermement défendu l'utilisation du néerlandais au sein du parlement. 
En 1884, l'influence du Bond au parlement parvient à renverser le gouvernement de Sir Thomas Scanlen. Hofmeyr est pressenti pour lui succéder mais il refuse et préfère soutenir un avocat irlandais, Thomas Upington. Le refus de Hofmeyr est perçu par les loyalistes anglais comme une violation du régime parlementaire puisque le principal chef de parti au parlement préfère ne pas assumer ses responsabilités, nommer un homme de paille à sa place et orienter ainsi en sous-main la politique du gouvernement. Dans les faits, de 1881 à 1898, le Bond est tout-puissant. Hofmeyr détermine les votes des députés néerlandais (afrikaners) du parlement du Cap tout comme il amorce la politique du Bond et influence celle du gouvernement. 
Si Hofmeyr s'est rapidement entendu avec Cecil Rhodes et l'a aidé à prendre le pouvoir dans la colonie (1890), l'alliance entre eux se rompt à la suite du raid Jameson (1895) qui provoque la chute de Rhodes.  
En 1898, le Bond soutient William Philip Schreiner et accède officiellement au pouvoir. Impuissant à empêcher la seconde guerre des Boers, l'Afrikaner Bond retourne dans l'opposition en 1900 puis apporte son soutien au gouvernement de John X. Merriman dans lequel deux membres du Bond, Jacobus Wilhelmus Sauer et Sir Frederick Nicholas de Waal, sont intégrés (1908 à 1910).
Dans les deux dernières années d'existence de la colonie du Cap, l'Afrikaner Bond jour un rôle majeur pour créer l'Union de l'Afrique du Sud. 
Le 7 décembre 1911, avec notamment Het Volk, le parti de Louis Botha, l'Afrikaner Bond est officiellement dissous pour former le Parti sud-africain.